# Miguel Marriaga
Miguel Angel Marriaga Herrera, (Maracaibo, 6 de junho de 1984) é um basquetebolista venezuelano que atualmente joga pelo Marinos de Anzoátegui disputando a Liga Profesional de Baloncesto de Venezuela. O atleta possui 2,06m e atua na posição Pivô. Defendendo a Seleção Venezuelana, participou da inédita conquista da Copa América de 2015 na Cidade do México que credenciou a Venezuela ao Torneio Olímpico nos Jogos Olímpicos de Verão de 2016.